# Francesco Morlacchi

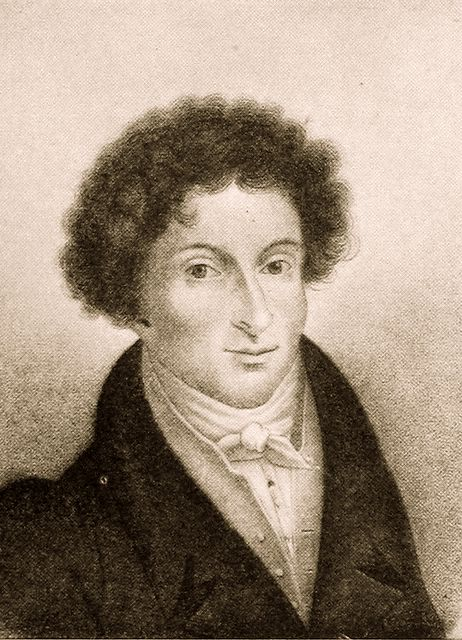
Francesco Morlacchi

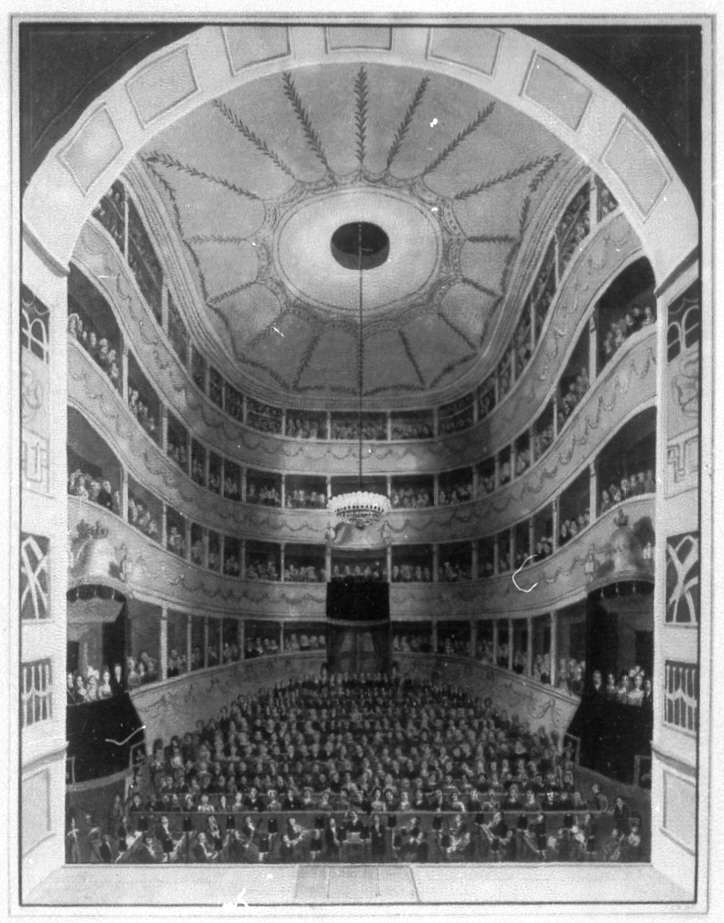
Inneres des Morettischen Opernhauses zu Dresden, in dem Morlacchi tätig war

Francesco Giuseppe Baldassarre Morlacchi (* 14. Juni 1784 in Perugia; † 28. Oktober 1841 in Innsbruck) war ein italienischer Komponist und Dirigent.

## Leben
Morlacchi war der Schüler von Giovanni Mazetto in Perugia, Luigi Caruso, Niccolò Antonio Zingarelli im Conservatorio di Santa Maria di Loreto und Stanislao Mattei in Bologna, wo u. a. Gioachino Rossini sein Mitschüler war. 1810 kam er auf Vermittlung der Sängerin Marietta Marcolini nach Dresden und war als Nachfolger von Ferdinando Paër ab 1811 bis zu seinem Tode Hofkapellmeister der Italienischen Oper in Dresden (während Carl Maria von Weber ab 1817 die Deutsche Oper leitete). Damit war er zuständig für die drei Bereiche katholische Kirchenmusik, Oper und höfische Kammer- und Orchestermusik. Unter Morlacchis Direktion erlebte die Italienische Oper in Dresden eine Blüte.
Er starb in Innsbruck während einer Reise nach Pisa. Sein Tod bedeutete das Ende der Italienischen Oper in Dresden, die nach seinem Tod (aber auch aus finanziellen und politischen Gründen) aufgelöst wurde. Das Theater seiner Heimatstadt Perugia wurde nach ihm „Teatro Morlacchi“ benannt; auch das Konservatorium in Perugia trägt seinen Namen.
Morlacchi trug in Dresden stark zur Entfaltung der „romantischen“ Musik bei und wurde auf Grund seines musikalischen Ausdrucks auch als „italienischer Romantiker“ am Pult der Dresdner Hofkapelle bezeichnet. Er war Initiator der Dresdner Palmsonntagskonzerte und nahm sich (zusammen mit Carl Gottlieb Reißiger) der Wiederaufführung von Bachs Matthäus-Passion in Dresden an.

## Werke (Auswahl)
Opern
- Il poeta disperato (1807, Florenz, Teatro della Pergola)
- Il ritratto o sia La forza dell’astrazione (1807, Verona, Teatro Filarmonico)
- Corradino, Opera seria (1808, Parma, Teatro Imperiale)
- Enone e Paride (1808, Livorno, Teatro degli Avvalorati)
- Oreste (1808, Parma, Teatro Imperiale)
- La principessa per ripiego (1809, Rom, Teatro Valle)
- Il Simoncino (1809, Rom, Teatro Valle)
- Rinaldo d’Asti ossia Il tutore deluso (1809, Parma, Teatro Filo-Musico-Drammatico)
- Le avventure d’una giornata (1809, Mailand, Teatro alla Scala)
- Le Danaidi, Dramma serio in musica; Libretto: Stefano Scatizzi nach Ipermestra von Pietro Metastasio (11. Februar 1810,  Rom, Teatro di Torre Argentina)[1]
- Saffo (1810 in Mailand)
- Raoul di Crequy (1811, Dresden, Hoftheater)
- La capricciosa pentita (1816, Dresden, Hoftheater)
- Il barbiere di Siviglia (1816, Dresden, Hoftheater) – Wiederaufführung in der Neuburger Kammeroper 1992
- La semplicetta di Pirna (UA am 9. September 1817, Dresden, Hoftheater)
- Boadicea (1818, Neapel, Teatro San Carlo)
- Gianni di Parigi (1818, Mailand, Teatro alla Scala)
- Donna Aurora ossia Il romanzo all’improvviso (1821, Mailand, Teatro alla Scala)
- Tebaldo ed Isolina (1822, Venedig, Teatro La Fenice) – konzertante Wiederaufführung beim Festival Rossini in Wildbad 2014
- La gioventà di Enrico IV., il renegato (1823, Pillnitz bei Dresden)
- Ilda d’Avenel (1824, Venedig, Teatro La Fenice)
- I saraceni in Sicilia ovvero Eufenio di Messina (1828, Venedig, Teatro La Fenice)
- Colombo (1828, Genua, Teatro Carlo Felice)
- Don Desiderio ovvero Il disperato per eccesso di buon cuore (1829, Dresden, Hoftheater)
- Francesca da Rimini (Fragment)
- Laurina alla corte (Fragment)

Geistliche und weltliche Chorwerke
- La passione di Gesù Cristo (1812)
- Kantate zum Geburtstag von Zar Alexander I. (1813)
- Isacco figura del redentore (1817, Dresden)
- La morte d’Abel (1821)
- Requiem für den sächsischen König Friedrich August I. (1750–1827)
- 13 große Messen mit Orchester, ein Miserere alla Capella, 5 Oratorien und weitere Werke der katholischen Kirchenmusik.

## Nachlass
Ein Teilnachlass von Francesco Morlacchi – circa 150 Katalognummern mit circa 50 Musikautographen, zahlreichen Abschriften und Drucken – wird in der Musikabteilung der Sächsischen Landesbibliothek – Staats- und Universitätsbibliothek Dresden aufbewahrt (Signatur: Mus.4657-…).